# Edward Hawkins
Edward Hawkins (27 de febrero de 1789 – 18 de noviembre de 1882) fue un clérigo y académico inglés, un antiguo rector del Oriel College de Oxford conocido por ser un opositor comprometido del Movimiento de Oxford desde sus inicios en su colegio. 

## Vida

Escudos de armas de Sir Caesar Hawkins

Nació en Bath, Somerset, el 27 de febrero de 1789. Fue el hijo mayor de Edward Hawkins, sucesivamente vicario de Bisley en Gloucestershire y rector de Kelston en Somerset. Caesar Henry Hawkins y Francis Hawkins fueron sus hermanos. Después de pasar unos cuatro años en una escuela en Elmore, Gloucestershire, Edward fue enviado a la Merchant Taylors' School en febrero de 1801. Su padre murió en 1806 dejando una viuda con diez hijos, y Edward fue uno de sus albaceas. En junio de 1807 fue elegido para una beca Andrew en el St John's College, Oxford, y en 1811 se graduó con honores en dos disciplinas (M.A. 1814, B.D. y D.D. 1828). En 1812 se convirtió en tutor de su colegio, y en 1813 fue elegido miembro del Oriel.
Con Edward Copleston, John Davison, Richard Whately y John Keble entre sus miembros, Oriel era en ese momento un colegio distinguido. Hawkins permaneció allí, primero como miembro y luego como rector, durante más de sesenta años. Tutor por unos meses de Viscount Caulfeild, hijo de Francis Caulfeild, II conde de Charlemont, estuvo en París en el momento de la fuga de Napoleón de Elba en 1815, y dejó esa ciudad la mañana del día en que Napoleón entró en ella, el 20 de marzo. Fue ordenado y en 1819 se convirtió en tutor de su colegio. De 1823 a 1828 fue vicario de la Iglesia Universitaria de Santa María la Virgen, Oxford, un beneficio del colegio. Allí introdujo el sermón parroquial vespertino dominical, hecho famoso por su sucesor, John Henry Newman. Fue predicador selecto de la universidad en 1820, 1825, 1829 y 1842, y predicador de Whitehall en 1827 y 1828.
El 2 de febrero de 1828 Hawkins fue elegido por los miembros rector del Oriel, en sucesión a Copleston, que había sido nombrado obispo de Llandaff. La elección fue entre Hawkins y Keble, cuyo "Christian Year" acababa de ser publicado; y la elección de Hawkins se debió en gran medida al apoyo de Edward Pusey y Newman, en ese momento en el colegio. Newman en ese período estaba cercano a Hawkins. Con el rectorado vino una canonjía en la Catedral de Rochester y el beneficio de Purleigh en Essex. De 1847 a 1861 Hawkins fue el primer Profesor Decano de Irlanda de la Exégesis de las Sagradas Escrituras en Oxford.
Como rector, no estaba a gusto con los estudiantes de pregrado y en sus relaciones con el cuerpo docente era celoso de su autoridad. En 1831 los tres tutores, Newman, Richard Hurrell Froude y Robert Wilberforce, desearon hacer algunos cambios en el sistema tutorial, pero Hawkins los bloqueó, y los tres tutores renunciaron. Hizo esfuerzos para ocupar su lugar dando conferencias él mismo y pidiendo a Renn Dickson Hampden que lo asistiera, pero parece que el colegio nunca se recuperó del todo de su pérdida. Como miembro del antiguo Hebdomadal Board, disuelto en 1854, Hawkins ejerció una mayor influencia en la Universidad. Al principio fue un reformador, pero más tarde resistió todos los cambios. Se puso del lado de Hampden en el momento de su nombramiento como Profesor Regius de Divinidad en 1836, y se opuso al movimiento tractariano. Cuando, en febrero de 1841, los rectores propusieron una sentencia de condena sobre el Tract 90, que se haría notorio, Hawkins fue comisionado para redactar el documento; y durante varios años su vida fue amargada por la lucha con los tractarianos.
Fue uno de los rectores que no proporcionaron información oficial a los comisionados universitarios nombrados en 1850; pero cuando, en 1854, se estableció un nuevo orden de cosas tanto en el colegio como en la universidad, lo aceptó. En 1874 se nombró a un vicerrector en el Oriel a petición de Hawkins al Visitante (la Corona), y Hawkins, a la edad de ochenta y cinco años, finalmente dejó Oxford. Se retiró a su casa en los alrededores de Rochester. Protestó en vano en 1875 contra la futura separación de la canonjía en Rochester del el, y en 1879 dirigió un memorial a los comisionados de la Universidad de Oxford contra la abolición en Oriel de la necesidad de que todos losrectorado de Ori miembros, excepto tres, estuvieran en órdenes sagradas. Murió, después de unos días de enfermedad, el 18 de noviembre de 1882, a menos de tres meses de cumplir noventa y cuatro años, y fue enterrado en el cementerio de la Catedral de Rochester.

## Obras
El 31 de mayo de 1818 predicó en el púlpito universitario un sermón que se hizo bien conocido. La esencia del sermón se publicó en 1819, y fue reimpresa por la Sociedad de Conocimiento Cristiano en 1889, con el título "A Dissertation upon the Use and Importance of Unauthoritative Tradition". John Henry Newman, que lo escuchó predicar como estudiante, lo mencionó en su "Apologia Pro Vita Sua": Me causó una impresión muy seria. ... Establece una proposición, autoevidente tan pronto como se enuncia, para aquellos que han examinado en absoluto la estructura de la Escritura, a saber: que el texto sagrado nunca tuvo la intención de enseñar doctrina, sino solo de probarla; y que si queremos aprender doctrina debemos recurrir a los formularios de la iglesia; por ejemplo, al Catecismo y a los Credos.
Hawkins trató posteriormente el mismo tema de manera más completa en sus conferencias Bampton (1840) bajo el título "An Inquiry into the connected Uses of the principal means of attaining Christian Truth"; siendo estos las escrituras y la iglesia, la razón humana y la gracia iluminadora.
Hawkins editó las obras poéticas de John Milton, con notas, y la vida de Newton del poeta, 4 vols. Oxford, 1824. También publicó numerosos sermones, incluyendo:
- 'The Duty of Private Judgment,' Oxford, 1838;
- 'The Province of Private Judgment and the Right Conduct of Religious Inquiry,' 1861; y
- 'The Liberty of Private Judgment within the Church of England,' 1863.

Otras obras son:
- 'Discourses upon some of the Principal Objects and Uses of the Historical Scriptures of the Old Testament,' Oxford, 1833.
- 'A Letter ... upon the Oaths, Dispensations, and Subscription to the XXXIX Articles,' &c., 1835.
- 'The Duty and the Means of Promoting Christian Knowledge without Impairing Christian Unity,' London, 1838.
- The Apostolical Succession,' London, 1842.
- The Nature and Obligation of Apostolic Order,' London, 1842.
- 'Sermons on the Church,' London, 1847.
- 'A Manual for Christians; designed for their Use at any time after Confirmation,' Oxford, 1826, que pasó por al menos siete ediciones antes de 1870.
- 'Sermons on Scripture Types and Sacraments,' London, 1851.
- 'The Duty of Moral Courage,' Oxford, 1852.
- 'A Letter ... upon the Future Representation of the University of Oxford,' Oxford, 1853.
- 'A Letter ... upon a Recent Statute ... with Reference to Dissent and Occasional Conformity,' 1855.
- 'Spiritual Destitution at Home,' Oxford, 1860.
- 'Notes upon Subscription, Academical and Clerical,' Oxford, 1864.
- 'Additional Notes on Subscription,' &c., Oxford, 1866.
- 'The Pestilence in its Relation to Divine Providence and Prayer,' London, 1867.

## Familia
Se casó el 28 de diciembre de 1828 con Mary Ann Buckle (fallecida el 14 de enero de 1892), quien, junto con un hijo y una hija, le sobrevivió. Dos hijas y su hijo mayor murieron antes que él; este último salió en la misión universitaria a África Central y murió en 1862 a la edad de veintinueve años.